# Nuottisaari (ö i Lappland, Rovaniemi, lat 65,92, long 26,69)
Nuottisaari är en ö i Finland. Den ligger i sjön Kuhajärvi och i kommunen Ranua i den ekonomiska regionen  Rovaniemi ekonomiska region  och landskapet Lappland, i den norra delen av landet, 600 km norr om huvudstaden Helsingfors. Öns area är 0,4 hektar och dess största längd är 110 meter i nord-sydlig riktning.